# 広島市歌
- 日本 > 広島県 > 広島市 > 広島市歌
- 日本 > 市町村 > 市町村歌 > 広島市歌

「広島市歌」（ひろしましか）は日本の政令指定都市の1市で、広島県の県庁所在地である広島市の市歌。以下の3代が存在する。
1. 1912年（明治45年）制定。作詞・矢田部藤吉、作曲・納所弁次郎
2. 1929年（昭和4年）制定。作詞・畑耕一、作曲・永井建子。
3. 1965年（昭和40年）制定。作詞・西村福三、作曲・清水脩。

現在の市歌は3.である。

## 解説
現在の広島市歌は1965年（昭和45年）が原子爆弾投下から20年の節目に当たることより、戦後は演奏の機会が失われていた1929年（昭和4年）制定の2代目市歌に代わる3代目新市歌の制定が企画され、全国を対象に歌詞の一般公募を実施したものである。857編の応募作を審査した結果、広島市立戸坂小学校校長・西村福三の応募作が入選したことが4月7日に発表され、8月18日に広島市公会堂（現在の広島国際会議場）で発表音楽会が開催された。
広島市に関連する楽曲としてはこの3代目市歌の他、1947年（昭和22年）に選定され毎年8月6日の広島平和記念式典で演奏される「ひろしま平和の歌」（作詞・重園贇雄、作曲・山本秀）がある。広島県は県民歌を制定していないため、1995年（平成7年）に豊田郡本郷町（現在の三原市）で開催された第46回全国植樹祭を始め広島市が直接関わらない行事でも「ひろしま平和の歌」が代用曲として演奏される事例が見られる。

## 歴代の広島市歌
現在の市歌制定以前には、以下の2代の市歌が存在した。

### 初代（1912年）
初代の広島市歌は1912年（明治45年）に市内で歯科医院を営んでいた矢田部藤吉の作詞、学習院教官であった納所弁次郎の作曲により作成・発表された。楽譜は東書文庫所蔵のものが現存し、重要文化財に指定されている。

### 2代目（1929年）
2代目の広島市歌は1929年（昭和4年）に開催された昭和産業博覧会を記念して中国新聞社が選定し、4月11日付で広島市に寄贈した。作詞・作曲はいずれも依頼で、小説家の畑耕一と元陸軍戸山学校軍楽隊長の永井建子がそれぞれ行っている。
この2代目広島市歌は、作曲は日米ともに著作権の保護期間を満了しパブリックドメインとなっているが、作詞はアメリカ合衆国において著作権の保護期間中である。